# Bâtiment situé 4 rue Kneginje Milice à Jagodina
Le bâtiment situé 4 rue Kneginje Milice à Jagodina (en serbe cyrillique : Зграда у улици Кнегиње Милице бр. 4 у Јагодини ; en serbe latin : Zgrada u ulici Kneginje Milice br. 4 u Jagodini) se trouve à Jagodina, dans le district de Pomoravlje, en Serbie. Il est inscrit sur la liste des monuments culturels protégés de la république de Serbie (identifiant no SK 282).

## Présentation
Le bâtiment appartient à la famille Taušanović et a été construit au début du XXe siècle dans un style romantique. Le rez-de-chaussée abrite des locaux commerciaux tandis que l'étage est réservé à un usage résidentiel. Avant 1914, la balustrade du balcon central a été remplacée par une grille en fer forgé de style Sécession.
La façade est composée de manière asymétrique. Pour la plus grande part, elle s'organise symétriquement autour d'une porte double autour de laquelle se distribuent les fenêtres, tandis pour un tiers est constituée par une avancée peu profonde avec une seule fenêtre surmontée d'un oculus et dotée d'une décoration plastique. Les fenêtres et les portes sont cintrées et, au-dessus d'elles, se trouvent des archivoltes massives avec de petites consoles décoratives en leur centre. La décoration de la façade est accentuée par des motifs végétaux et floraux.